# Włodzimierz Ilnicki
Włodzimierz Ilnicki (ur. 29 czerwca 1949, zm. 13 sierpnia 2024) – polski brydżysta, arcymistrz, sędzia klubowy, instruktor PZBS, zawodnik Singleton Warszawa.
Jego stałym partnerem był Stefan Cabaj.

## Wyniki brydżowe

### Zawody światowe
W światowych zawodach zdobył następujące lokaty:
| Mistrzostwa Świata. Konkurencja par | Mistrzostwa Świata. Konkurencja par | Mistrzostwa Świata. Konkurencja par | Mistrzostwa Świata. Konkurencja par | Mistrzostwa Świata. Konkurencja par | Mistrzostwa Świata. Konkurencja par |
| Rok                                 | Miejsce                             | Zawody                              | Kategoria                           | Partner                             | Pozycja                             |
| ----------------------------------- | ----------------------------------- | ----------------------------------- | ----------------------------------- | ----------------------------------- | ----------------------------------- |
| 2006                                | Werona                              | 12 Mistrzostwa Świata               | Open                                | Stefan Cabaj                        | 260                                 |
| 2006                                | Werona                              | 12 Mistrzostwa Świata               | Seniorzy                            | Stefan Cabaj                        | 62                                  |

### Zawody europejskie
W europejskich zawodach zdobył następujące lokaty:
| Zawody europejskie. Konkurencja par | Zawody europejskie. Konkurencja par | Zawody europejskie. Konkurencja par | Zawody europejskie. Konkurencja par | Zawody europejskie. Konkurencja par | Zawody europejskie. Konkurencja par |
| Rok                                 | Miejsce                             | Zawody                              | Kategoria                           | Partner                             | Pozycja                             |
| ----------------------------------- | ----------------------------------- | ----------------------------------- | ----------------------------------- | ----------------------------------- | ----------------------------------- |
| 2013                                | Ostenda                             | 6. Otwarte Mistrzostwa Europy       | Seniorzy                            | Stefan Cabaj                        | 3                                   |
| 1998                                | Akwizgran                           | 5. Mistrzostwa Europy Mikstów       | Mikst                               | D Bonnet                            | 363                                 |
| 1997                                | Haga                                | 9. Mistrzostwa Europy Par           | Open                                | Jeremi Stępiński                    | 85                                  |
| 1996                                | Monte Carlo                         | 4. Mistrzostwa Europy Mikstów       | Mikst                               | Eliza Janczewska                    | 91                                  |